# Edward Alfred Cowper
Edward Alfred Cowper, född den 10 december 1819 i London, död den 9 maj 1893 i Weybridge, Surrey, var en engelsk ingenjör och uppfinnare. Han var son till boktryckaren och uppfinnaren Edward Cowper.
Cowper patenterade bland annat den så kallade knalldosan, en pyroteknisk anordning som spänns fast på rälsen och som, då fordonet kör över den, utlöses och varnar tågpersonalen för framförvarande hinder eller liknande, i syfte att stoppa tåget. Mellan 1880 och 1881 var han ordförande för Institution of Mechanical Engineers.